# Sommer-Paralympics 2024/Teilnehmer (Laos)
| stlisierte Goldmedaille | stlisierte Silbermedaille | stlisierte Bronzemedaille |
| ----------------------- | ------------------------- | ------------------------- |
| —                       | —                         | —                         |

Laos entsandte für die Paralympischen Spiele 2024 in Paris einen Leichtathleten.

## Teilnehmer

### Leichtathletik
| Athleten      | Klassifizierung | Wettbewerb | Vorlauf/Vorkampf | Vorlauf/Vorkampf | Halbfinale | Halbfinale | Finale     | Finale | Rang |
| Athleten      | Klassifizierung | Wettbewerb | Zeit/Weite       | Rang             | Zeit/Weite | Rang       | Zeit/Weite | Rang   | Rang |
| ------------- | --------------- | ---------- | ---------------- | ---------------- | ---------- | ---------- | ---------- | ------ | ---- |
| Ken Thepthida | T13             | Weitsprung |                  |                  |            |            |            |        |      |